# マルタ・ルシア・ラミレス
マルタ・ルシア・ラミレス・ブランコ（スペイン語: Marta Lucía Ramírez Blanco、1954年7月4日 - ）は、コロンビアの政治家、弁護士。同国副大統領（第12代）。前共和国議会上院議員。

## 生い立ち
1954年にクンディナマルカ県シパキラ市で一人娘として生まれる。叔父は共和国議会下院議員を務めていた。ハベリアナ大学で法科学と社会経済学の学位を取得。1974年には建築家のアルバロ・リンコンと結婚し、一人娘のアレハンドラを儲けた。

## 政治家として
1997年、ラミレスは1998年に立候補したノエミ・サニンのキャンペーンマネージャーとしてコロンビアに戻った。サニンが大統領戦に敗れた際、大統領であったアンドレス・パストラーナによって、1998年から2002年までラミレスを対外貿易大臣に任命した。
この期間中、彼女はいくつかの世論調査でパストラーナ内閣の最高の大臣として評価された。彼女の最も重要な成果は、コロンビアの輸出入のための10年間の戦略計画の設計と実施であった。パストラーナ政権の終わりに、ラミレスはフランスへのコロンビア大使に任命された。
アルバロ・ウリベ政権で国防大臣となった。ラミレスは元上院議員イバン・ドゥケ大統領候補のランニングメイトとなり、ドゥケは大統領に当選。2018年6月17日、ドゥケが大統領に就任したことで、コロンビア初の女性副大統領に選出された。2022年に任期満了で退任。